# Stilpnotia candida
Stilpnotia candida är en fjärilsart som beskrevs av Otto Staudinger 1892. Stilpnotia candida ingår i släktet Stilpnotia och familjen tofsspinnare. Inga underarter finns listade i Catalogue of Life.